# Colectomia
Per  colectomia in campo medico, si intende un intervento chirurgico mirato alla rimozione di tratti del colon.

## Tipologia
Può variare a seconda della lunghezza dei segmenti da rimuovere e quindi essere parziale o totale.
A seconda della localizzazione possiamo assistere alla forma emicolectomia sinistra e destra. 

## Utilità
Viene utilizzata in caso di colite ulcerosa, poliposi adenomatosa, e alcuni tumori che interessano il colon.

## Procedimento
La terapia inizia alcuni giorni prima dell'intervento, alla persona viene somministrata una dieta speciale con poche scorie e per ridurre ogni infezione batterica vengono utilizzati degli antibiotici. L'operazione avviene in seguito ad anestesia generale, la resezione può includere una piccola parte di intestino tenue (ileo). Dopo tale resezione si anastomizza (ricongiunge) la restante parte di intestino tenue con ciò che è rimasto del colon. Si esegue cioè un'ileo-trasversostomia.